# Palais Muselli
Le Palazzo Muselli est un bâtiment historique situé sur le Corso Cavour à Vérone, entre le Palais Canossa et le Palais Portalupi.

## Histoire
Voulu par la famille Muselli (l'une des plus riches de Vérone au XVIIe siècle) comme lieu de représentation, le palais prit sa forme actuelle en 1662, même s'il fut plus tard affecté par une modification importante du XIXe siècle selon le goût néoclassique. Le bâtiment a successivement appartenu aux familles Marioni, Perez et Pompei, avant de passer à l'Istituto nazionale della previdenza sociale et enfin à la Banque d'Italie, qui l'a utilisé pendant une courte période comme siège à Vérone, jusqu'à ce qu'il soit transféré dans le bâtiment adjacent Portalupi. Le palais a été gravement endommagé lors de la retraite allemande de Vérone à la fin de la Seconde Guerre mondiale, et a ensuite été restauré par ses derniers propriétaires (INPS et Banca d'Italia),.

## Description

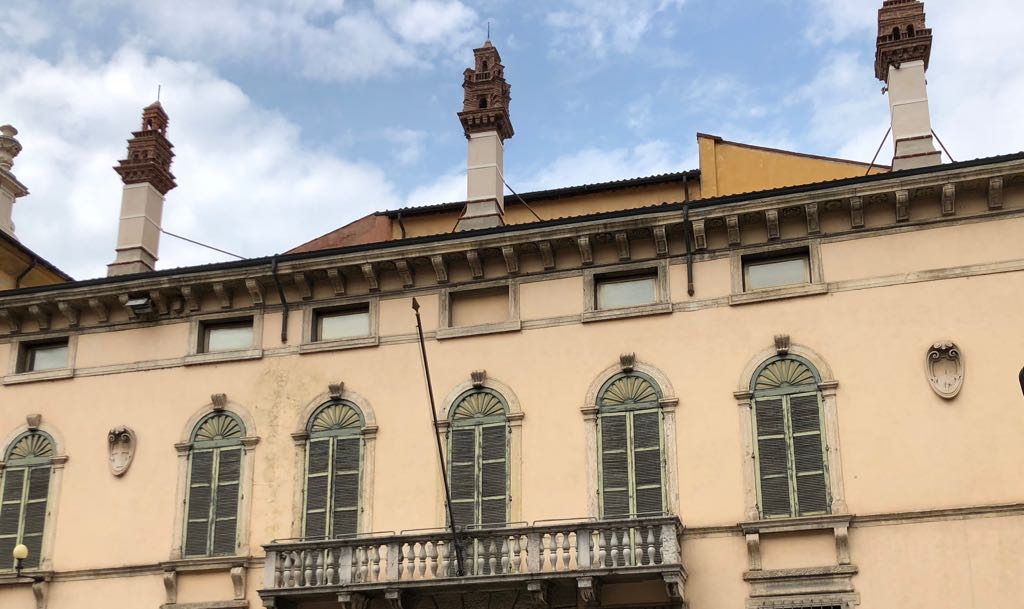
Détail supérieur avec les cheminées caractéristiques

De style néoclassique, le rez-de-chaussée se caractérise par des fenêtres rectangulaires à grilles et un élégant portail à arc en pierre de taille. Le rez-de-chaussée, possède de grandes fenêtres se terminant par un arc en plein cintre et un balcon central, tandis qu'au niveau supérieur se trouve une mezzanine avec de petites ouvertures. Particulièrement caractéristiques sont les trois cheminées majestueuses de la tour qui se détachent sur le toit.
A l'intérieur de l'édifice, on remarquera le hall d'entrée, un salon orné de stuc et surtout un salon au rez-de-chaussée dont le plafond est orné d'une fresque de Louis Dorigny représentant la bataille du pont Milvius. Enfin, il y a une salle dédiée au Congrès de Vérone de 1822.

## Collection Muselli
Au XVIIe siècle, la famille Muselli, en particulier Giacomo Muselli, avait réuni dans le palais une précieuse collection d'art avec des œuvres d'artistes tels que Titien, Véronèse, Giovanni Bellini, Pieter Brueghel l'Ancien, Lucas Cranach l'Ancien, Parmigianino et Michel-Ange. Au fil des années, cependant, les héritiers ont vendu toutes les œuvres, elles sont donc aujourd'hui rassemblées dans de prestigieux musées à travers l'Europe.